# Pedro Osório
Pedro Osório é um município brasileiro da região Sul,do estado do Rio Grande do Sul.

## História
O município está localizado sobre terras que pertenceram a Pedro Luís Osório, motivo pelo qual foi homenageado no topônimo. O município de Pedro Osório foi emancipado em 3 de abril de 1959 dos municípios de Canguçu e Arroio Grande. Sua sede era formada pela junção das vilas de Cerrito e Olimpo, divididos pelo rio Piratini.
Contribuíram muito para a evolução da região os trens da RFFSA, as olarias à beira do rio Piratini, o gado leiteiro e de corte e os minifúndios.